# Gubernia litewska
Gubernia litewska — jedna z guberni Imperium Rosyjskiego. Istniała krótko, w latach 1797–1801. 
W czasie reform administracyjnych Pawła I, ukazem z 12 września 1796 w roku 1797 połączono gubernię wileńską z jeszcze krócej istniejącą gubernią słonimską w jedną gubernię litewską z siedzibą w Wilnie. Niemniej już za Aleksandra I gubernia litewska w 1801 podzielona została na z powrotem utworzoną wileńską (do 1840 nazywaną litewsko-wileńską) oraz grodzieńską (dawniej gubernia słonimska).
W skład guberni wchodziło 19 powiatów:
- powiat oszmiański
- powiat brzeski
- powiat brasławski
- powiat grodzieński
- powiat kowieński
- powiat kobryński
- powiat lidzki
- powiat nowogródzki
- powiat prużański
- powiat rosieński
- powiat słonimski
- powiat szawelski
- powiat telszewski
- powiat trocki
- powiat wiłkomierski
- powiat upicki
- powiat zawilejski
- powiat wołkowyski
- powiat wileński